# アンドラサッカー連盟
アンドラサッカー連盟（アンドラサッカーれんめい、カタルーニャ語: Federació Andorrana de Futbol, 英語: Andorran Football Federation）は、アンドラにおけるサッカーを統括する競技運営団体。略称はFAF。国際サッカー連盟（FIFA）と欧州サッカー連盟（UEFA）に加盟している。